# Predzarodek
Predzarodek ali preembrij (tudi proembrij) pomeni je oplojeno človeško jajčece do 14. dneva razvoja, ko še ni prišlo do vgnezdenja v maternici. Gre za izraz, ki je nastal s porajanjem vprašanja, do kdaj je nravstveno sprejemljivo delati raziskave na človeškem zarodku. Zagovorniki poskusov na zarodkih, mlajših od 14 dni, namreč trdijo, da dotlej zaradi nerazvitosti živčevja zarodek še nima lastnosti človeškega zarodka. S tem ozadjem so v Združenem kraljestvu tudi sprejeli zakon, ki dovoljuje raziskave na predzarodkih.
Takšna opredelitev zgodnjega zarodka je naletela na številne kritike nasprotnikov poskusov na človeških zarodkih in tudi nekaterih znanstvenikov, ki menijo, da je takšna opredelitev neustrezna ali nepotrebna.